# Norihiro Yagi
Norihiro Yagi (八木 教広, Yagi Norihiro, Naha, 1968) is een Japans mangaka.
Yagi maakte zijn debuut in 1990. Zijn eerste manga, Undeadman, won de 32ste Akatsuka Prijs. De reeks werd gepubliceerd in het tijdschrift Monthly Shonen Jump en kende twee vervolgen. Van 1992 tot 2000 liep Yagi's Angel Densetsu in ditzelfde tijdschrift. De reeks Claymore tekende hij van 2001 tot 2014. Deze werd eveneens in Monthly Shonen Jump gepubliceerd. In 2018 kondigde hij een nieuwe manga getiteld Ariadne of the Azure Sky aan.
Yagi houdt van hardrockmuziek, computerspellen, autorijden, gevechtssporten en het Japanse humoristische duo Downtown.

## Manga
- Undeadman – one-shot, 1990
- Angel Densetsu – 15 delen, 1992-2000
- Claymore – 27 delen, 2001-2014
- Arcadia of the Moonlight – one-shot, 2017
- Ariadne of the Azure Sky,[3] 2018-heden

- Bibliothèque nationale de France: cb155111384 (data)
- CiNii: DA13046740
- International Standard Name Identifier: 0000 0000 5523 1632
- Library of Congress Control Number: no2008001712
- Bibliotheek van het Japanse parlement: 00317725
- Nationale Bibliotheek van Israël: 987007410111105171
- Système universitaire de documentation: 153886722
- Virtual International Authority File: 22445973
- WorldCat: E39PBJwtpPWrPX9fRHmky8vWDq